# باولا مورينو
باولا مورينو (بالإسبانية: Paola Moreno)‏ هي لاعبة غولف كولومبية، ولدت في 22 أغسطس 1985 في كالي في كولومبيا.